# Perizoma basaliata
Perizoma basaliata là một loài bướm đêm trong họ Geometridae.